# Walter Barrionuevo
Walter Basilio Barrionuevo (n. Frías,  28 de febrero de 1954) es un abogado y político argentino, actual Senador de la Nación Argentina de Jujuy. Se desempeñó como diputado provincial, luego como vicegobernador de la Provincia de Jujuy durante el mandato de Eduardo Fellner, entre 2003 y 2007, para ser electo en 2007 como gobernador de la misma provincia. Durante el gobierno nacional de Carlos Menem fue parte, junto a Fellner, de la intervención federal de la provincia de Santiago del Estero.

## Carrera política
Nació en Frías, en la provincia de Santiago del Estero. Barrionuevo estudió en la Universidad Nacional de Tucumán, y se recibió de abogado en 1976. Posteriormente, se trasladó a la provincia de Jujuy, y entre 1989 y 1990 fue Ministro de Gobierno, Justicia, y Educación del gobernador Ricardo de Aparici. Regresó a Santiago del Estero al ser nombrado Presidente del Superior Tribunal de Justicia de aquella provincia entre 1994 y 1995. 
Fue ministro de Educación de Jujuy brevemente en 1999, designado por Eduardo Fellner. Entre 1995 y 2003 fue diputado provincial y luego vicegobernador de la provincia del mismo Fellner. En las elecciones del 28 de octubre de 2007 fue elegido gobernador de la provincia de Jujuy representando al Frente Para la Victoria, con 35,84% de los votos, venciendo a Carlos Snopek (29,99%).